# Ctenophthalmus capriciosus
Ctenophthalmus capriciosus är en loppart som beskrevs av Smit 1960. Ctenophthalmus capriciosus ingår i släktet Ctenophthalmus och familjen mullvadsloppor.

## Underarter
Arten delas in i följande underarter:
- C. c. capriciosus
- C. c. bychowskyi